# Circuit urbain de Zhuhai
À ne pas confondre avec le Circuit international de Zhuhai, circuit permanent créé en 1996.
Le Circuit urbain de Zhūhǎi (en chinois : 珠海街道赛道) est un circuit temporaire de sports mécaniques situé à Jin Ding, Zhūhǎi, dans la province du Guangdong en Chine.

## Historique
Ouvert en 1993, il accueille le Championnat BPR en organisant les 3 Heures de Zhuhai.

## Palmarès

### Championnat BPR
| Année | Pilotes                            | Voiture                   |
| ----- | ---------------------------------- | ------------------------- |
| 1994  | Jean-Pierre Jarier Jacques Laffite | Porsche 911 Turbo S LM-GT |
| 1995  | Andy Wallace Olivier Grouillard    | McLaren F1 GTR            |